# ワンドル・プロダクション
ワンドル・プロダクション（中国語：一元製作室有限公司、英語：One Dollar Production Limited）は2001年に蕭定一と蕭若元によって設立された香港のテレビドラマ制作、レコードレーベル、マネージメント会社である。　
2003年、社名を一文元創作室有限公司から一元制作室有限公司に商号変更した。